# Lumio
Lumio is een gemeente in het Franse departement Haute-Corse (regio Corsica) en telt 1012 inwoners. De plaats maakt deel uit van het arrondissement Calvi. Lumio telde op 1 januari 2022 1.189 inwoners.

## Geografie
De oppervlakte van Lumio bedroeg op 1 januari 2022 19,18 vierkante kilometer; de bevolkingsdichtheid was toen 62 inwoners per km².
De onderstaande kaart toont de ligging van Lumio met de belangrijkste infrastructuur en aangrenzende gemeenten.

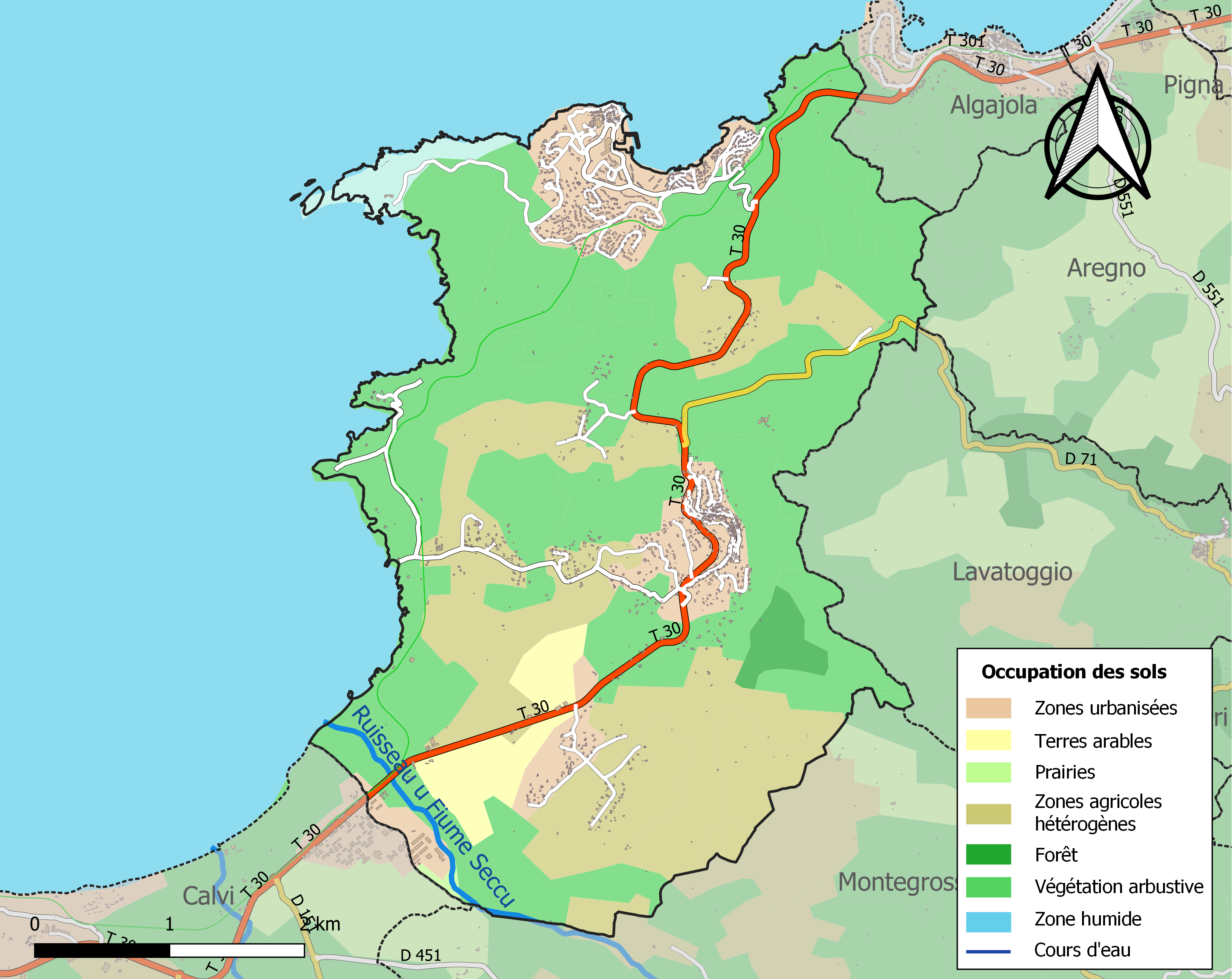

## Demografie
Onderstaande figuur toont het verloop van het inwonertal (bron: INSEE-tellingen).

Vanwege een beveiligingsprobleem met de MediaWiki Graph-software is het momenteel niet mogelijk deze grafiek weer te geven. Zodra de software is bijgewerkt zal de grafiek vanzelf weer zichtbaar worden.